# 火箭网
火箭网（Rocket Internet SE）是总部位于德国柏林的一家互联网风险投资公司，主要為投资创业公司。

## 历史
它由马克、奥利佛和亚历山大·桑威尔三兄弟于2007年成立于柏林，2008年创办來贊達。2014年7月1日在法兰克福证券交易所上市。